# Gilling East
Pour les articles homonymes, voir Gilling (homonymie).
Gilling East est un village et une paroisse civile du Yorkshire du Nord, en Angleterre. Il est situé dans les Howardian Hills, sur la route B1363 qui relie York à Oswaldkirk.

## Toponymie
Gilling est un nom d'origine vieil-anglaise qui fait référence à un homme nommé Gythla ou Getla, avec le suffixe -ingas désignant la famille ou l'entourage de cet individu. Il est attesté pour la première fois dans le Domesday Book, compilé en 1086, sous la forme Ghellinge. L'affixe East permet de le distinguer de Gilling West, un autre village du Yorkshire.

## Culture locale et patrimoine
- Château de Gilling (en)